# 矢倉玉男
矢倉 玉男（やぐら たまお、1910年10月25日 - 没年不明）は、日本の競馬騎手、調教師。北海道出身。
1930年に騎手デビュー。翌1931年にウラリで当時の最高格競走帝室御賞典に優勝するなどし、通算255勝を挙げた。1953年に調教師免許を取得し、以後優駿牝馬（オークス）優勝馬ヒロイチ、皐月賞と有馬記念の優勝馬リュウズキ、菊花賞と天皇賞（秋）の優勝馬ニットエイト、天皇賞（秋）優勝馬カシュウチカラと4頭の八大競走優勝馬を手がけた。1990年、定年により調教師引退。
父・矢倉玉吉は日本の近代競馬黎明期の騎手のひとり。騎手の矢倉義勇は長男。騎手・調教師の稗田敏男は義弟である。

## 経歴
1910年、北海道札幌市に生まれる。1927年、かつて厩舎開業を父・玉吉が世話していたという縁から、札幌競馬倶楽部の名門・稗田虎伊厩舎に騎手見習いとして入門。1929年に騎手免許を取得した。1930年春季開催で初騎乗、翌1931年7月10日にキングローズで初勝利を挙げた。同年牝馬ウラリに騎乗し、函館競馬倶楽部主催の帝室御賞典に優勝。障害・繋駕速歩競走にも騎乗していた。
1941年末に太平洋戦争が勃発。その戦況が悪化するに連れて、馬が次々と軍馬として徴用されていくのを見るに堪えかね、1944年に一旦騎手を辞め、師の稗田と関係が深かった北海道安平村の吉田牧場に赴き牧夫となった。終戦後、連合国軍最高司令部が進駐すると、稗田らが進駐軍幹部に掛け合い兵士慰安のための進駐軍競馬開催が決定し、矢倉も騎手としてこれに参加した。
1948年、国営競馬開始に伴い稗田厩舎の騎手として復帰。国営主催の競馬場のみならず、岩見沢、苫小牧といった地方競馬場でも騎乗した。1953年に長男・義勇が騎手デビューすると、周囲から「親子で騎手というわけにはいかない」と意見され、調教師免許を取得。調騎兼業の状態となった。その最終年の1955年、岩下密政騎乗のヒロイチがオークスを制し、調教師として八大競走を初制覇。その翌年騎手を引退し、改めて調教師専業となった。騎手通算成績は1368戦255勝。なお、義勇は1957年にラプソデーで菊花賞を制するなど活躍したが、1959年に競走中落馬して頭を強打し、その後遺症により1962年に26歳で死去している。
1966年、リュウズキとニットエイトが入厩。両馬はそれぞれ青毛（リュウズキ）、白面（ニットエイト）と、迷信的に嫌われる要素を持ち売れ残っていたが、まずリュウズキから頭角を現し、翌1967年に皐月賞に優勝しクラシック制覇を果たす。同年秋のクラシック最終戦・菊花賞でリュウズキは2番人気に支持され、最後の直線で抜け出したが、2頭出しの伏兵格であったニットエイトがこれを一気に交わして優勝。矢倉はクラシック史上4例目の同厩馬による1、2着独占を果たした。両馬は翌年秋の天皇賞で再戦し、リュウズキ2番人気、ニットエイト6番人気の評価であったが、再びニットエイトが優勝。矢倉に4つめの八大競走をもたらした。矢倉はニットエイトについて「おかしな馬でね。リュウズキと一緒に走らせると踏ん張るんだ。天皇賞だってリュウズキの方が人気だったのに、なんだか知らんが勝ってしまった」と述懐している。さらにニットエイトが出走しなかった年末の有馬記念（グランプリ）ではリュウズキが優勝を果たした。
1979年には、これも売れ残り馬であったカシュウチカラが天皇賞（春）に優勝。7歳での天皇賞制覇は当時史上最高齢記録であった。これが矢倉にとって最後の重賞勝利ともなった。
1990年、前年より施行された調教師定年制に基づき80歳で引退。調教師通算成績は5704戦475勝、うち八大競走6勝を含む重賞16勝。

## 成績

### 騎手成績
| 通算成績 | 1着 | 2着 | 3着 | 4着以下 | 騎乗回数 | 勝率 | 連対率 |
| -------- | --- | --- | --- | ------- | -------- | ---- | ------ |
| 計       | 255 | 242 | 227 | 974     | 1368     | .186 | .363   |

#### 主な騎乗馬
- ウラリ（1931年函館帝室御賞典）
- トクムスメ（1942年札幌特別牝馬）

### 調教師成績
- 通算5704戦475勝

#### 主な管理馬
八大競走優勝馬
- ヒロイチ（1955年優駿牝馬）
- リュウズキ（1967年皐月賞 1968年有馬記念など重賞5勝）
- ニットエイト（1967年菊花賞 1968年天皇賞・秋）
- カシュウチカラ（1979年天皇賞・秋など重賞5勝）

その他重賞勝利馬
- エゾコウザン（1961年クイーンステークス）
- リュウゲキ（1964年朝日杯3歳ステークス）
- リュウフブキ（1976年カブトヤマ記念）